# Terminální deoxynukleotidyltransferáza
Terminální deoxynukleotidyltransferáza (též terminální deoxyribonukleotidyltransferáza, zkratka Tdt) je neobvyklá DNA polymeráza, která katalyzuje přidávání nukleotidů na 3' konec DNA, přičemž k této činnosti nepotřebuje žádný templát. V reakci katalyzované Tdt dochází ke spotřebě dNTP.

## Využití
Tdt (izolovaná nejčastěji z telecího brzlíku) se hojně využívá v molekulární biologii při práci s DNA. Umožňuje upravovat konce DNA molekul, čímž se otevírá prostor např. pro urč. metody klonování DNA (pomocí tzv. homopolymerních nástavců), pro některé typy PCR a RT-PCR či prostě pro značení 3' konců DNA. Použití tzv. dideoxynukleotidů umožňuje přidat pouze jediný nukleotid, načež se enzymatická reakce zastaví. Tdt vyžaduje hořečnaté kationty, přičemž jsou přednostně prodlužovány 3' přesahující konce. Přítomnost kobaltnatých iontů ve směsi způsobí, že mohou být účinněji nastavovány i tupé konce, případně i 3' ustupující konce.